# 秦金 (嘉靖進士)
秦金（1486年—1578年），字懋南，浙江宁波府慈溪縣人，明朝政治人物。

## 生平
治《春秋》，行十，由國子生中式正德八年（1513年）癸酉科浙江鄉試第二十三名舉人，嘉靖二年（1523年）登癸未科三甲第三十三名進士。丁憂歸。
服闋謁選，因与無錫兵部尚书秦金同姓名，命其改名，卒不改，因忤其意，授南京刑部主事。嘉靖七年戊子（1528年），分考南畿，取唐順之、汪南宁等士子，皆為名臣。不久，轉南京禮部祠祭司郎中。
嘉靖十一年（1532年）壬辰，出守江西吉安府，以忤严嵩，甫莅郡，遂以考察计典中之，罷歸。秦金面貌清癯，廋削如鶴立，抵掌娓娓不休。夀九十有三。

## 家族
曾祖秦棠。祖父秦熙。父秦奎。母趙氏。重庆下。兄锦、鏊、锳、秦鉞（监察御史）、鋐（聽選官）、弟鑾、鐈、铨、鎧、鈇、鉌、鑨。季子秦文潜，乙卯舉人，官德藩長史。